# Ecsenius alleni
Ecsenius alleni är en fiskart som beskrevs av Springer, 1988. Ecsenius alleni ingår i släktet Ecsenius och familjen Blenniidae. Inga underarter finns listade i Catalogue of Life.